# Ланское шоссе
Ланско́е шоссе — шоссе в Санкт-Петербурге, проходящее от набережной Чёрной речки у Ланского моста до проспекта Энгельса. На восток продолжается Новороссийской улицей. Западным продолжением Ланского шоссе является Школьная улица.

## История

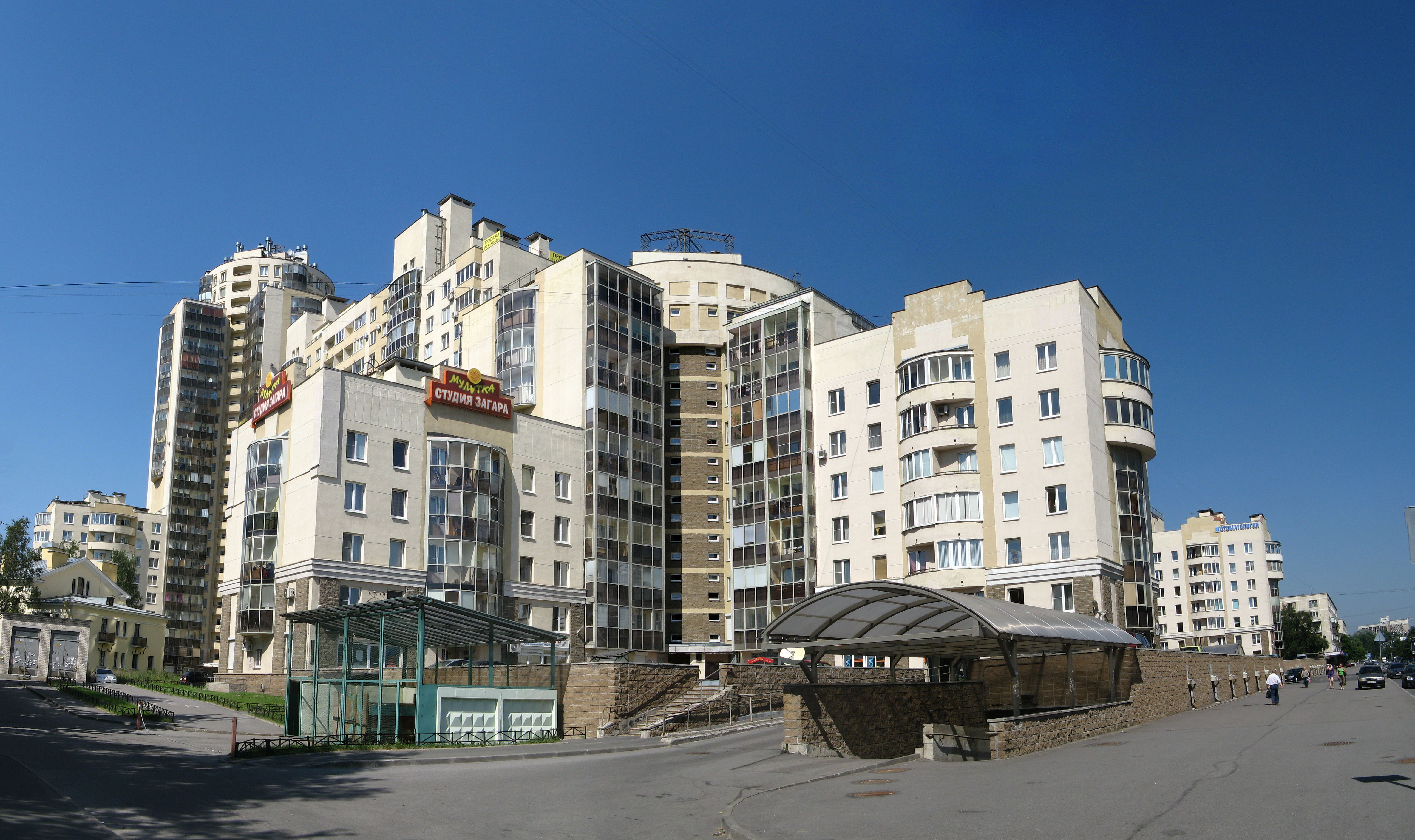
Ланской квартал — дом 14 корп. 1

В 1830—1850-х годах шоссе носило название Ланская дорога или Ланской проспект, затем, после благоустройства проезда — Ланское шоссе, в 1962—1991 годах — проспект Н. И. Смирнова (в честь председателя Ленгорисполкома Н. И. Смирнова). Первоначальное название происходит от фамилии землевладельцев Ланских, через обширное имение которых был проложен проспект.
Застроен в 1950—1970-х годах.
На образцовом участке от Новосибирской до Омской улицы был сделан бульвар в три линии, козырьки у магазинов на первых этажах и крытые пешеходные галереи на торцах, вертикальные акценты сделаны «точками Надёжина». Но пространство получилось не только свободным, но и во многом пустым, поэтому в начале 2000-х годов на бывшем пустыре по чётной стороне Ланского шоссе компанией ЛенСпецСМУ был построен «Ланской квартал». Многоэтажный разноуровневый жилой комплекс получил адрес Ланское шоссе, дом 14, корп. 1.

## Пересечения
- набережная Чёрной речки
- Новосибирская улица
- Омская улица
- Студенческая улица
- Ланская улица
- Выборгская ветка Октябрьской железной дороги
- проспект Энгельса